# Зафирово
Зафирово (болг. Зафирово) — село в Болгарии. Находится в Силистренской области, входит в общину Главиница. Население составляет 954 человека. Село расположено в историко-географической области Южная Добруджа.

## История
Свою историю село ведёт с XVIII века от двух турецких селений Сырсынлар и Холозлар. До 1940 года в составе Румынии. До 1942 года село называлось Сарсынлар, затем до 1956 года — Генерал-Зафирово.

## Политическая ситуация
В местном кметстве Зафирово, в состав которого входит Зафирово, должность кмета (старосты) исполняет Ангел Христов Ангелов (Болгарская социалистическая партия (БСП)) по результатам выборов.
Кмет (мэр) общины Главиница — Насуф Махмуд Насуф (Движение за права и свободы (ДПС)) по результатам выборов.